# Gelonium retusum
Gelonium retusum là một loài thực vật có hoa trong họ Bồ hòn. Loài này được (Radlk.) Kuntze mô tả khoa học đầu tiên năm 1891.